# Damijan Šinigoj
Damijan Šinigoj je slovenski pisatelj, prevajalec, urednik, publicist, scenarist in jamar.
Rodil se je *24. oktobra 1964, v Novem mestu, Slovenija. Pisatelj Šinigoj je član Društva slovenskih pisateljev, Društva slovenskih književnih prevajalcev, urednik revije Jamar ter kolumnist pri reviji MAMA. Strasten jamar, inštruktor jamarstva, jamarski reševalec in inštruktor jamarskega reševanja, vodja izobraževanja pri Jamarski reševalni službi Slovenije in podpredsednik Jamarske zveze Slovenije. 

## Delo

### Leposlovje
- Vojake ubijajo, mar ne?, Založba Amalietti, Ljubljana, 1991.

Je pisateljev prvi roman, ki ga je napisal pri dvajsetih letih. Opisuje svoje osebne izkušnje med služenjem vojaškega roka v Jugoslovanski ljudski armadi. Zgodba o maščevanju generala JLA in strašnih posledicah, ki so uničile mladega v dezerterstvo pahnjenega vojaka in krog njegovih prijateljev. Akcijski roman z dobro obdelano in zanimivo temo, ki prinaša pronicljiv pogled v razmišljanje in čustvovanje odraščajočega mladeniča.
- Neizstreljeni naboj, Založba Amalietti in Slon, Ljubljana, 1994.

Je roman o vojni, ki prikazuje dogodke iz leta 1991. Damijan je bil star šestindvajset let, ko se je prostovoljno prijavil v teritorialno obrambo in še danes ne ve, ali naj mu bo žal, ker ni izstrelil niti enega samega naboja.
- Očkov kotiček, Založba Goga, Novo mesto, 2003.

Očkov kotiček je zbirka petdesetih kratkih zgodb, ki že dolga leta izhajajo v reviji Mama in ki na zabaven in duhovit način razodevajo zagate, s katerimi se srečuje (vsak) oče dveh nabritih fantalinov.
- Kratek dnevnik jamarskega zasvojenca, Založba Goga, Novo mesto, 2012.

Duhoviti dnevniški zapisi jamarskega pripravnika od njegovih prvih negotovih korakov v podzemni svet proti še bolj negotovim korakom v še globlje globine in ožje ožine, poln zabavnih dogodivščin …
- Iskanje Eve, Založba Miš, 2014.

Prvo avtorjevo mladinsko besedilo, ki prikazuje zgodbo dveh najstnikov, ki se s pomočjo interneta, socialnih omrežij in sodobne tehnologije spoprijateljita.
- Kjer veter spi, Založba Miš, 2020. (nagrada desetnica, 2021)

Avtorjev drugi mladinski roman je polnokrvna pustolovka, ki se zvečine dogaja v jami, torej v okolju, ki ga kot vrhunski jamar in jamarski reševalec pozna kot lasten žep.
- Tretji otrok, Založba Novelish 2020.

Dolgo pričakovane nadaljevanje uspešnice Očkov kotiček.

### Prevodi
- Ratko Cvetnić, Kratek izlet (Kratak izlet), Založba Goga, 2000.
- Zilhad Ključanin, Pričevalec (Šehid), Založba Goga, 2001.
- Veselin Marković Izplavanje (Izranjanje), Založba Goga, 2003.
- Aleksandra Kardum, Kar sem zamolčala (Ono, što sam prešutjela), Založba Goga, 2006.
- Konec stoletja, začetek tisočletja (Zilhad Ključanin et al.), antologija bosanske sodobne kratke proze, Založba Goga, 2009.
- Dekle na cesti (Goran Samardžić), kratka proza sodobnega bosanskega avtorja, Založba Goga, 2011.
- Ukulele jam (Alen Mešković), roman o preživetvenem instinktu mladostnika na s sovraštvom prežetem Balkanu, Založba Miš, 2015.

### Filmi
- Ko potrka vojna, scenarij za dokumentarni film, 45 minut.
- Gusti, otroški film, 13 minut (v soavtorstvu z Jadranom Sterletom in Primožem Kastelicem)
- 1991 – Neizstreljeni naboj, scenarij za celovečerni film, 85 minut, 2011.

### Nagrade
- Trdinova nagrada za literaturo 2010.
- Rastem s knjigo 2015 za roman Iskanje Eve.
- Nominacija za Večernico 2015, za najboljše mladinsko delo za roman Iskanje Eve.
- Nominacija za Desetnico 2015, za najboljšo mladinsko književnost za roman Iskanje Eve.
- Zlata hruška 2015 za roman Iskanje Eve.
- Zlata hruška za najboljši prevod leta 2015 za roman Ukulele jam Alena Meškovića.
- Nominacija za Večernico 2021, za najboljše mladinsko delo za roman Kjer veter spi.
- Desetnica 2021, za najboljšo mladinsko književnost za roman Kjer veter spi.
- Zlata hruška 2021 za roman Kjer veter spi.
- The White Ravens za roman Kjer veter spi.